# La abuelita
La abuelita (übersetzt: „Das Großmütterchen“) ist ein mexikanischer Film aus dem Jahr 1942. Regisseur dieses Melodramas ist Raphael J. Sevilla, der zudem gemeinsam mit Carlos Martínez Baena das Drehbuch verfasst und den Film produziert hat.

## Handlung
Erzählt wird die Geschichte einer unglücklichen Liebe. Nach dem Tod ihrer Mutter wohnt die junge Anita zusammen mit ihrem Vater Adrián und ihrem Bruder Luisito bei ihrer Großmutter Carmen. Sie ist in Fernando verliebt, der jedoch verheiratet und Vater eines kranken Kindes ist. Carmen beobachtet, wie ihre Enkelin Fernando küsst, und bekommt daraufhin einen Herzinfarkt. Deshalb beschließt Anita, ihr Zuhause zu verlassen. Sie wird jedoch von ihrer Großmutter, die ihr Krankenbett verlassen hat, aufgehalten. Carmen vergibt Anita und stirbt anschließend. Der Film endet damit, dass Anita sich dazu entschließt, dem Wunsch ihrer Großmutter entsprechend bei ihrer Familie zu bleiben.

## Produktionsnotizen
Die Premiere von La abuelita fand am 9. Mai 1942 in Mexiko statt. Daneben wurde der Film 1948 und 1949 in Barcelona und Madrid aufgeführt. Der Film gehört zu einer Reihe von Filmen dieser Jahre wie zum Beispiel La gallina clueca aus dem Jahr 1941, Caminito alegre aus dem Jahr 1943 und Mamá Inés aus dem Jahr 1945, in denen Sara García die Rolle der Großmutter spielt. Dies trug ihr den Spitznamen madre de Mexico ein.